# Заслучненська сільська рада
Заслучненська сільська́ ра́да —орган місцевого самоврядування Заслучненської сільської громади у Хмельницькому районі Хмельницької області. Адміністративний центр — село Заслучне.

## Склад ради
Рада складалася з 14 депутатів та голови.
- Голова ради: Розумний Анатолій Григорович
- Секретар ради: Дашевська Світлана Іванівна

### Керівний склад попередніх скликань
| Прізвище, ім'я, по батькові    | Основні відомості                                                                     | Дата обрання | Дата звільнення |
| ------------------------------ | ------------------------------------------------------------------------------------- | ------------ | --------------- |
| Долотова Ніна Василівна        | Сільський голова, 1951 року народження, член Всеукраїнського об'єднання «Батьківщина» | 26.03.2006   | 31.10.2010      |
| Дьомінов Олександр Миколайович | Сільський голова, 1966 року народження, освіта вища, член Партії регіонів             | 31.10.2010   | 09.01.2020      |
| Розумний Анатолій Григорович   | Сільський голова, 1969 року народження, освіта вища, безпартійний                     | 22.12.2019   |                 |

Примітка: таблиця складена за даними сайту Верховної Ради України

### Депутати
За результатами місцевих виборів 2010 року депутатами ради стали:

#### За суб'єктами висування
| Суб'єкт висування            | Кількість обраних депутатів | %    |
| ---------------------------- | --------------------------- | ---- |
| Соціалістична партія України | 10                          | 55,6 |
| Партія регіонів              | 5                           | 27,8 |
| Самовисування                | 3                           | 16,7 |

#### За округами
| № округу                     | Прізвище, ім'я, по батькові    | Дата визнання обраним | Освіта             | Партійна приналежність                        | Відомості про обраного депутата                        |
| ---------------------------- | ------------------------------ | --------------------- | ------------------ | --------------------------------------------- | ------------------------------------------------------ |
| Партія регіонів              |                                |                       |                    |                                               |                                                        |
| 1                            | Голінський Леонід Іванович     | 04.11.2010            | середня спеціальна | позапартійний                                 | Красилівський цукровий завод, робітник                 |
| 3                            | Панасюк Сергій Васильович      | 15.11.2010            | середня            | позапартійний                                 | приватний підприємець                                  |
| 4                            | Гулинський Володимир Іванович  | 04.11.2010            | вища               | позапартійний                                 | тимчасово не працює                                    |
| 8                            | Гринчук Сергій Іванович        | 04.11.2010            | вища               | позапартійний                                 | пенсіонер                                              |
| 12                           | Іщук Людмила Іванівна          | 04.11.2010            | вища               | позапартійна                                  | Заслучненська загальноосвітня школа І-ІІІ ст., вчитель |
| Соціалістична партія України |                                |                       |                    |                                               |                                                        |
| 5                            | Овчар Олександр Дмитрович      | 04.11.2010            | середня            | позапартійний                                 | МПК «Хмельницькводоканал», слюсар                      |
| 6                            | Голінська Оксана Петрівна      | 04.11.2010            | вища               | позапартійна                                  | тимчасово не працює                                    |
| 7                            | Шаган Людмила Іванівна         | 04.11.2010            | вища               | позапартійна                                  | ПП Чмут Н. Я., продавець                               |
| 9                            | Петрусенко Василь Іванович     | 04.11.2010            | середня            | позапартійний                                 | тимчасово не працює                                    |
| 10                           | Розумна Надія Василівна        | 04.11.2010            | середня            | позапартійна                                  | приватне підприємство                                  |
| 11                           | Кшемінська Ірина Анатоліївна   | 15.11.2010            | вища               | член Соціалістичної партії України            | Заслучненська дільнична лікарня, зубний лікар          |
| 14                           | Потапський Іван Іванович       | 04.11.2010            | вища               | позапартійний                                 | Красил.цукровий завод, сторож                          |
| 15                           | Сандул Олег Григорович         | 04.11.2010            | вища               | позапартійний                                 | СТОВ «Агро світ», головний лікар ветеринарної медицини |
| 16                           | Корнійчук Андрій Андрійович    | 04.11.2010            | вища               | член Соціалістичної партії України            | приватне підприємство                                  |
| 17                           | Федорук Михайло Степанович     | 04.11.2010            | середня            | член Соціалістичної партії України            | тимчасово не працює                                    |
| Самовисування                |                                |                       |                    |                                               |                                                        |
| 2                            | Дашевська Світлана Іванівна    | 04.11.2010            | вища               | член Всеукраїнського об'єднання «Батьківщина» | Заслучненська сільська рада, секретар                  |
| 13                           | Степанюк Валентина Іванівна    | 04.11.2010            | вища               | позапартійна                                  | ДСП «Агро партнер», завідувачка зернотоку              |
| 18                           | Малінецька Любов Станіславівна | 04.11.2010            | середня            | позапартійна                                  | тимчасово не працює                                    |